# Лиона Вали (Калифорнија)
Лиона Вали (енгл. Leona Valley) насељено је место без административног статуса у америчкој савезној држави Калифорнија.

## Демографија
По попису из 2010. године број становника је 1.607.
| Група             | 2000.    | 2010.         |
| Белци             | 0 (0,0%) | 1.332 (82,9%) |
| Афроамериканци    | 0 (0,0%) | 11 (0,7%)     |
| Азијати           | 0 (0,0%) | 28 (1,7%)     |
| Хиспаноамериканци | 0 (0,0%) | 198 (12,3%)   |
| Укупно            | 0        | 1.607         |